# سنة الجوع
سنة الجوع : هو مصطلح يستخدمه أهالي بلاد الشام والعراق والجزيرة العربية للدلالة على السنة التي اجتاحت المجاعة فيها لبلادهم في بدايات القرن العشرين.

## سنة الجوع في سوريا
وهي سنة 1916م الموافقة لسنة 1334 هجرية
في عام 1914م، كانت الحرب العالمية الأولى قد بدأت، ودخلت فيها تركيا الاتحادية إلى جانب ألمانيا ضد الحلفاء، وعمدت الحكومة التركية إلى سحب الرجال للقتال، وصادرت الحيوانات، فقلّت اليد العاملة ونقصت مساحة الأرض المزروعة بنسبة وصلت لـ40 بالمئة، وتجاوز النقص في الإنتاج الزراعي أكثر من 25 بالمئة، في موسم1914 ــــ 1915م وحده، هذا عدا عن مصادرة المواد الغذائية، وخاصة القمح، لإطعام الجيش، فأخذت أسعاره ترتفع بشكل كبير، وزادت معه أسعار جميع السلع الأخرى وزاد من سوء الأحوال هجوم الجراد على أجزاء واسعة من سورية، في إبريل/ نيسان سنة 1915م، حيث أكلت أسراب الجراد المحاصيل، وقضت على كل الزرع، ولم تشهد سورية مثيلا ً لتلك الأعداد من الجراد منذ أربعين سنة سابقة لذلك التاريخ، وقد حطت أسرابها على بيروت ودمشق وحلب ودير الزور وأضنة
ولم تبدأ سنة 1916 إلا وقد عم الجوع سورية، بعد أن قضى الحر الذي شهدته تلك السنة على ما تبقى من زرع نجا من الجراد. وتزامنت تلك العوامل الجوية والإدارية التي اتبعها جمال باشا والتي أدت إلى تلك المجاعة، مع قيام السفن الحربية العائدة لفرنسا وانكلترا بمحاصرة شواطئ سورية وفلسطين ولبنان، لتمنع دخول الإمدادات والمؤن بكافة أشكالها إلى القوات العثمانية فانعكست آثار ذلك الحصار الغاشم على الشعب السوري، حتى سميت تلك السنة بـ«سنة الجوع».
ويصف الشيخ علي الطنطاوي حال الدمشقيين وما عانوه من جوع في تلك الفترة قائلاً: "ثم رأينا الناس (ونحن في طريقنا إلى المدرسة) ينبشون أكوام القمامة، لعلهم يجدون بقايا طعام. وعز السكر حتى صارت الأوقية (200 غرام) بريال مجيدي، وقد كان المجيدي قبل الحرب يكفي لوليمة ضخمة، أي أن الكيلو بليرة (أي بجنيه) ذهبي. وقلّ الكاز (البترول)، وفُقدت أشياء كثيرة مما كنا نستورده. وما كان منه عند التجار، قبضوا عليه أيديهم، وأخفوه في مستودعاتهم، وكانت أيام شداد
وكان وضع بقية مناطق سورية اسوأ حالا من دمشق وراح الناس يأكلون الأعشاب، وورق الشجر، ويطحنون ما يمكن طحنه لخبزه وأكله، ومات خلق كثير من الجوع والمرض في جميع أنحاء سورية.
وكتبت جريدة التايمز اللندنية في 15سبتمبر/ أيلول 1916 عن المجاعة قائلة: "وقد رأينا النساء والأطفال على جوانب الشوارع بأعين مغمضة ووجوه شاحبة، ومن الطبيعي أن نرى الناس يفتشون في قمم الزبالة عن قشر البرتقال والعظام القديمة، والنفايات الأخرى، وكانوا يأكلونها بشراهة، إذا وجدوها، وفي كل مكان نرى نساءً يبحثن عن أعشاب للأكل على جوانب الطرق
وفي تلك السنوات العجاف فقدت سورية عُشر سكانها، أي ما يعادل 300 ألف نسمة جراء المرض والجوع والحرب

## سنة الجوع في السعودية
هي سنة 1909 ميلادية الموافقة لسنة 1327 هجرية وفيها
مر على أهالي نجد  القحط والجدب، حيث انقطع فيها المطر وأجدبت الأرض.
وروى عدد من كبار السن ممن عاصروا تلك الوقائع، أن الأهالي كانوا يتسابقون إلى أكل الجثث من الحيوانات والدواب، وأنهم كانوا يقضون الأيام دون أكل أو شرب حتى إنهم كانوا يأكلون الجراد والحصى لانعدام وجود ما يأكلونه